# 长三角高校合作联盟
长三角高校合作联盟为长三角地区的优秀高校联合体，简称“E8”，建立于2005年。目前拥有八所高校成员，包括华东五校和华东师范大学、同济大学、东南大学。联盟每年举办一次长三角八校友好辩论赛，具有一定影响力。

## 成员
- 上海：复旦大学、上海交通大学、华东师范大学、同济大学
- 江苏：南京大学、东南大学
- 浙江：浙江大学
- 安徽：中国科学技术大学

## 历史
2005年，长三角地区的上海、江苏、浙江的六所高校（复旦大学、上海交通大学、浙江大学、浙江工业大学、浙江理工大学、东南大学）组成高校合作联盟，加强校际交流，开展辩论赛、暑期实践等类活动。之后南京大学与同济大学加入联盟，形成八校合作联盟。2010年，上海交通大学“长三角高等教育合作优秀人才培养”研讨会议决定，八校本科生共享通识课，并开展大学生创新实践。
2011年，由上海、江苏、浙江三省市教育部门主办的第三届长三角教育联动发展研讨会在上海召开，宣布长三角地区八所高校已经组成了长三角高校合作联盟（简称“E8”），八所高校互认学分。
华东师范大学和中国科学技术大学随后取代了学校实力差距较大的浙江工业大学和浙江理工大学，组建为新长三角高校合作联盟（新E8）。新E8由上海的上海交通大学、复旦大学、华东师范大学、同济大学，江苏的南京大学、东南大学，浙江的浙江大学，安徽的中国科学技术大学八所985工程名校组成。

## 长三角八校友好辩论赛
八校友好辩论赛是长三角地区高水平大学之间文化交流的重要形式，2005年在浙江大学举办了第一届辩论赛。2013年第九届辩论赛由中国科学技术大学承办，正式启用大赛专用LOGO，并进行了全程网络直播和网络投票。